# Cam (cantante)
Cam (nacida Camaron Marvel Ochs; 19 de noviembre de 1984) es una cantante y compositora estadounidense de música country. Su música incorpora elementos de la música pop contemporánea. Comenzó su carrera como compositora, componiendo material para varios artistas incluyendo a Miley Cyrus. En 2010 lanzó su primer álbum de estudio en una discográfica independiente.
Firmando con Sony Music Entertainment, lanzó su primer EP en marzo de 2015, Welcome to Cam Country. La segunda canción del álbum «Burning House» se escuchó en Bobby Bones Show y atrajo una atención significativa y se convirtió en su sencillo sencillo. Ella lanzó su segundo álbum de estudio, Untamed en diciembre de 2015 en el éxito de la canción. «Burning House» ha recibido desde entonces una aclamación generalizada, incluyendo una nominación de los Premios Grammy.

## Discografía

### Álbumes de estudio
- Heartforward (2010)
- Untamed (2015)
- The Otherside (2020)

### Extended plays
- Welcome to Cam Country (2015)

### Sencillos
- «Down This Road» (2013)
- «My Mistake» (2015)
- «Burning House» (2015)
- «Mayday» (2016)
- Diane (2016)

### Colaboraciones
- «I'll Be Waiting for You»[2] (con Vince Gill) (2016)

### Videos musicales
| Título          | Año  | Director(es)    |
| --------------- | ---- | --------------- |
| «Burning House» | 2015 | Trey Fanjoy     |
| «Mayday»        | 2016 | Daniel Carberry |

## Giras
Apoyo
- Somewhere on a Beach Tour (2016) con Dierks Bentley
- Where It All Began Tour (2014) con Dan + Shay
- Crushin' It World Tour (2016) con Brad Paisley y Eric Paslay
- Aperitivo de gira con Martina McBride

Cabeza de cartel
- The Burning House Tour[5]